# Kepler-47 (AB)b
Kepler-47 (AB)b è un pianeta extrasolare circumbinario che orbita attorno a Kepler-47, una stella binaria situata nella costellazione del Cigno, distante circa 3420 anni luce circa dal sistema solare. Il pianeta è stato scoperto nel gennaio 2012 con il metodo del transito, grazie ad osservazioni effettuate con il telescopio spaziale Kepler.

## Caratteristiche
Kepler-47 (AB)b orbita a circa 0,3 UA dalla stella madre, e il suo periodo orbitale è di 49,5 giorni. Il raggio è il triplo di quello terrestre mentre riguardo alla massa può essere stimato solo il limite superiore, equivalente a 2,7 volte la massa gioviana.